# Graveyard Classics III
Graveyard Classics III – trzeci cover album amerykańskiej grupy muzycznej Six Feet Under. Wydawnictwo ukazało się 19 stycznia 2010 roku nakładem wytwórni muzycznej Metal Blade Records. Na płycie znalazły się interpretacje kompozycji m.in. z repertuaru takich zespołów jak: Metallica, Slayer, Prong i Mercyful Fate.
Album zadebiutował na 31. miejscu listy Top Heatseekers w Stanach Zjednoczonych.

## Lista utworów[5]
1. "A Dangerous Meeting" (Mercyful Fate) - 05:10
2. "Metal On Metal" (Anvil) - 04:07
3. "The Frayed Ends Of Sanity" (Metallica) - 07:40
4. "At Dawn They Sleep" (Slayer) - 06:30
5. "Not Fragile" (Bachman Turner Overdrive) - 04:02
6. "On Fire" (Van Halen) - 03:16
7. "Pounding Metal" (Exciter) - 04:23
8. "Destroyer" (Twisted Sister) - 04:09
9. "Psychotherapy" (Ramones) - 02:31
10. "Snap Your Fingers, Snap Your Neck" (Prong) - 04:13